# Vincze Angéla
Vincze Angéla (Salgótarján, 1962. március 24. –) festőművész, tanár. 

## Élete
A Bólyai János Gimnáziumban végzett 1980-ban, ahol Czinke Ferenc grafikus művész tanítványa volt. Szegeden, a Juhász Gyula Tanárképző Főiskolán rajz-földrajz szakos tanári diplomát szerzett 1984-ben, majd 2001-ben a Magyar Iparművészeti Egyetem vizuális és környezetkultúra szakán, textil szakirányban, 2016-ban a BME-en közoktatási vezető szakon végzett.
2001-ben megalapította cégét, a Vincze Art Stúdiót, amelynek fő profilja az alkotó művészet és a szolgáltatás: zsűrizés, kiállítások szervezése és rendezése, tervezés, tanítás kisiskolás kortól az egyetemig.
Mester Galéria és Közösségi Tér (1095 Budapest, Mester u. 5.) művészeti vezetője (2017–).
Tagja: a MAOE-nak (Magyar Alkotóművészek Országos Egyesülete), a Magyar Rajztanárok Országos Egyesületének, Magyar Festészet Napja Alapítványnak (2002–), amelynek (2017–) a képviselője.
2013-ban bekerül a Magyarország vezető személyiségeinek életrajzi enciklopédiájába, a WHO IS WHO MAGYARORSZÁGON című enciklopédiába.

## Művészete
Már a nevében is legalább kétféle dolog van elrejtve: a győzelemre törekvés mítosza, végtelen küzdőszellem és a szárnyalás tiszta lehetősége, az angyal-lét víziója.
Az egyik forrása az iparművészet, a tárgykultúra, illetve ősi természetes anyagokból való formaalakítás. Párizsban, az Afrika-Óceánia Múzeumban gyűjtött motívumok megjelennek alkotásain. A festőnő szisztematikusan tanulmányozza a törzsi kultúrát, és a keleti kultúrát. A küzdelem itt olyan módon bontakozik ki, hogy tiszta kontrasztokkal emberi érzések születnek ujjá. Kollázsaiban egységbe olvaszt különböző minőségű anyagokat. Vincze Angéla festészetét több dolog jellemzi: a könnyed nyitottság az élmények befogadására, a világban lévő szépségek felfedezése, sajátos dinamizmus, frissesség, a múló élmények megragadása, az időélmény és térélmény összekapcsolása, kiváló anyagérzék, kísérletező kedv, a fakturált és nyugodt felületek kontrasztjában rejlő kifejezési lehetőségek kiaknázása. A lehetőség és a valóság viszonyának feltárása.

## Díjai, elismerései
- 2019 - Emlékérem - Kiemelkedően magas színvonalú művészi, valamint a művészetért vizuális kultúráért és a tehetséges gyermekekért végzett művészetpedagógiai munkásságának elismeréséül.
- 2016 - Ferencváros József Attila Díja kimagasló kulturális tevékenységért.
- 2008 - dr. Rainprecht Antal kitüntetés (azon személyiségek számára, akik Európa békés újraegyesítéséért, a nemzetek és népek közötti kapcsolatok építéséért tevékenykedtek, illetve tevékenykednek).[5]
- 2004 - „Ford Motor Company Diploma” A kulturális örökség értékinek megőrzéséért folytatott tevékenység elismeréséül.
- 2003 - Pedagógus emlékérem művésztanári tevékenységért.
- 1999 - A francia Association Mechareéstól megkapja a lehetőséget, hogy az ezredfordulós világkiállításra az egyik pannót (6 m x 4 m-es) a tízből tanítványai készítsék, amely Magyarország legfontosabb  történelmi eseményeit ábrázolta. Tíz ország (Dél-Afrikai köztársaság, Szenegál, India, Nepál, Vietnam, Tunézia, Mexico, Magyarország, Franciaország, Kuba) - tíz iskola - tíz pannó, amely bemutatja az országokat. Három helyszínen állították ki Párizsban: Le Parc de la Villette, Forum d'Agen des Solidarités Nord-Sud, La Grand Arche de la Défense.
- 1998 - A Le Pend francia festőtársaság tiszteletbeli tagja.
- 1979 - Országos Alkotó Ifjúság Pályázat, II. hely[6]